# Parafia Matki Bożej Nieustającej Pomocy w Wałbrzychu
Parafia Matki Bożej Nieustającej Pomocy w Wałbrzychu – rzymskokatolicka parafia znajdująca się w dekanacie wałbrzyskim południowym w diecezji świdnickiej.
Została erygowana 27 czerwca 1989 roku. Jej pierwszym proboszczem był ks. mgr prałat Kazimierz Marchaj. W dniu 27 czerwca 2014 roku, po 25 latach od powstania parafii, nastąpiło poświęcenie kościoła, którego dokonał ks. bp prof. Ignacy Dec.

## Proboszczowie
- ks. prał. Kazimierz Marchaj (1989–2009)[2][3]
- ks. kan. dr Dariusz Danilewicz (od 2009)[3]